# Hervilly
Hervilly är en kommun i departementet Somme i regionen Hauts-de-France i norra Frankrike. Kommunen ligger i kantonen Roisel som tillhör arrondissementet Péronne. År 2022 hade Hervilly 187 invånare.

## Befolkningsutveckling
Antalet invånare i kommunen Hervilly
| Referens: INSEE |